# Бухта Крашенинникова
Бухта Крашенинникова (устар. Тарьинская бухта, Тарья) — бухта на восточном берегу полуострова Камчатка.
Расположена в южной части Авачинской губы между полуостровом Крашенинникова и материком. Открыта к северу, вдаётся в материк на 10 км. Ширина у входа 3,6 км.
Относится к территории Елизовского района Камчатского края России. На берегу бухты находится населённый пункт Вилючинск.
Бухта была впервые описана экспедицией Степана Петровича Крашенинникова в 1739 году и названа Тареиной губой по имени местного тойона (вождя) ительменов Тареи (христианское имя — Михайла Тареин). Позже название бухты функционировало в формах Тарья, Тареинская, Тарьинская. В 1964 году бухта была переименована в честь самого Крашенинникова.
На берегу бухты в 1854 году после нападения на Петропавловск-Камчатский был похоронен британский контр-адмирал Дэвид Прайс.
В залив впадает множество ручьёв, крупнейшие из которых 1-й и 2-й Сельдевый. На побережье бухты выделяются три мыса: Казак, Неводчикова и Входной. В бухте 3 крупных залива: бухта Сельдевая, бухта Горбушечья и бухта Ягодная. Рядом с мысом Неводчикова находится остров Хлебалкин, на котором построен маяк. На восточном берегу бухты находится потухший вулкан Тарья.
В бухте Крашенинникова действует база подводных лодок Тихоокеанского флота РФ.